# 올리비아 쳉
올리비아 쳉(Olivia Cheng, 1979년 8월 20일 ~ )은 캐나다의 언론인, 배우이다.
에드먼턴에서 태어났다.

## 출연 작품
- 마르코 폴로: 백안 (2015, Marco Polo: One Hundred Eyes) - 연 역
- 죽음의 포옹 (2013년) - 켈리 역
- 브로큰 트러스트 (2012년)
- 이츠 크리스마스, 캐롤! (2012년) - 켄드라 역
- The House (2011) - 케이티 역
- Messages Deleted (2009)
- 아트 오브 워 2 (2008년)
- 브로큰 트레일 (2006년)
- 크리스마스 브레싱 (2005년)
- 워드 오브 오너 (2003년)

### 텔레비전
- 마르코 폴로 (2014) - 연 역